# (4477) Kelley
(4477) Kelley est un astéroïde de la ceinture principale.

## Description
(4477) Kelley est un astéroïde de la ceinture principale. Il fut découvert le 28 septembre 1983 à Smolyan par l'Observatoire national de Bulgarie. Il présente une orbite caractérisée par un demi-grand axe de 2,22 UA, une excentricité de 0,16 et une inclinaison de 2,9° par rapport à l'écliptique.

## Compléments